# Anthrenus scrophulariae
L'escarabat de les catifes (Anthrenus scrophulariae) és un coleòpter de la família dels dermèstids; mesura no més de mig centímetre. Està cobert d'unes escates molt fines i de colors. L'imago és totalment inofensiu i viu en les flors. En èpoques d'escassa vegetació es trasllada als habitatges on es desenvolupen les larves que roseguen i espatllen les catifes, les pells, els teixits, etc. Viu en bona part d'Europa, en el Pròxim Orient i en Nord-amèrica.